# 28.ª Divisão de Infantaria (Alemanha)
A 28ª Divisão de infantaria (em alemão:28. Infanterie-Division) foi uma unidade militar que serviu no Exército alemão durante a Segunda Guerra Mundial. A unidade foi formada no dia 1 de outubro de 1936 em Breslau. Foi reorganizada e redesignada como 28ª Divisão de Infantaria Leve no dia 1 de dezembro de 1941.
A 28ª Divisão de Infantaria Leve lutou na maior parte de sua existência na Frente Oriental. Foi redesginada como 28. Jäger-Division no dia 1 de julho de 1942.
A 28. Jäger-Division lutou na Península de Kerch e no assalto final contra Sevastopol. Foi transferida para o 11º Exército no norte, sendo transferida para a Finlândia.
A divisão lutou nas proximidades de Demyansk no final de 1942 e nos meses de janeiro e fevereiro de 1943, na segunda batalha do Lago Ladoga. A divisão absorveu as unidades restantes da 1. Feld-Division (L) que havia sido dissolvida no mês de janeiro de 1944. Lutou no mês de julho de 1944 na tentativa falha de tentar tirar o 4º Exército do cerco próximo de Minsk. Sofreu pesadas baixas durante a retirada através da Polônia, nas proximidades de Brest-Litovsk. Restavam menos de 1 000 soldados da divisão quando esta se rendeu para as tropas soviéticas no Leste da Prússia no mês de maio de 1945.

## Comandantes
| Comandante                                      | Data                                          |
| 28ª Divisão de Infantaria                       | 28ª Divisão de Infantaria                     |
| ----------------------------------------------- | --------------------------------------------- |
| General der Infanterie Hans von Obstfelder      | 6 de outubro de 1936 - 21 de maio de 1940     |
| General der Artillerie Johann Sinnhuber         | 21 de maio de 1940 - 1 de dezembro de 1941    |
| 28ª Divisão de Infantaria Leve                  |                                               |
| General der Artillerie Johann Sinnhuber         | 1 de dezembro de 1941 - 1 de julho de 1942    |
| 28. Jäger-Division                              |                                               |
| General der Artillerie Johann Sinnhuber         | 1 de julho de 1942 - 1 de maio de 1943        |
| General der Infanterie Friedrich Schulz         | 1 de maio de 1943 - 25 de novembro de 1943    |
| Generalmajor Hubert Lamey                       | 25 de novembro de 1943 - ? de janeiro de 1944 |
| General der Artillerie Hans Speth               | ? de janeiro de 1944 - 28 de abril de 1944    |
| Generalleutnant Gustav Heisterman von Ziehlberg | 28 de abril de 1944 - 20 de novembro de 1944  |
| Generalmajor Ernst König                        | 20 de novembro de 1944 - 12 de abril de 1945  |
| Oberst Hans Tempelhoff                          | 12 de abril de 1945 - 8 de maio de 1945       |

## Oficiais de operações
| Oberstleutnant Helmuth von Grolman                  | 15 de julho de 1938 - 25 de outubro de 1940     |
| Oberstleutnant Kurt Gundelach                       | outubro de 1940 - 1 de junho de 1943            |
| Oberstleutnant Christian Schaeder                   | 1 de junho de 1943 - 20 de junho de 1944        |
| Major Joachim Kuhn                                  | junho de 1944 - 27 de julho de 1944             |
| Major Wernher Freiherr von Schönau-Wehr             | 5 de agosto de 1944 - 20 de novembro de 1944    |
| Major Gerhard Schlie                                | 20 de novembro de 1944 - 25 de novembro de 1944 |
| Major Wernher Freiherr von Schönau-Wehr             | 25 de novembro de 1944 - 1 de janeiro de 1945   |
| Major Franz-Josef von Löbbecke                      | 1 de janeiro de 1945 - abril de 1945            |
| Oberstleutnant Ernst-August Freiherr von Wangenheim | abril de 1945 - maio de 1945                    |

## Área de operações
| Polônia                        | setembro de 1939 - de maio de 1940   |
| França                         | maio de 1940 - de junho de 1941      |
| Frente Oriental, setor central | (junho de 1941 - de outubro de 1941  |
| Frente Oriental, setor central | outubro de 1941 - novembro de 1941   |
| França                         | novembro de 1941 - fevereiro de 1942 |
| Frente Oriental, setor sul     | fevereiro de 1942 - outubro de 1942  |
| Frente Ocidental, setor norte  | outubro de 1942 - maio de 1943       |
| Frente Oriental, setor sul     | julho de 1942 - setembro de 1942     |
| Crimeia                        | setembro de 1942 - outubro de 1942   |
| Frente Ocidental, setor norte  | outubro de 1942 - julho de 1944      |
| Frente Oriental, setor central | julho de 1944 - janeiro de 1945      |
| Prússia Oriental               | janeiro de 1945 - maio de 1945       |

## Ordem de Batalha
6 de outubro de 1936
Infanterie-Regiment 7 (Stab, I.-III., Erg.)
Infanterie-Regiment 49 (Stab, I.-III., Erg.)
Infanterie-Regiment 83 (Stab, II.-III., Erg.)
Artillerie-Regiment 28 (Stab, I.-II.)
Artillerie-Regiment 64 (I., II.)
Beobachtungs-Abteilung 28
Feldersatz-Bataillon 28
Panzerabwehr-Abteilung 28
Pionier-Bataillon 28
Infanterie-Divisions-Nachrichten-Abteilung 28
12 de outubro de 1937
Infanterie-Regiment 7 (Stab, I.-III., Erg.)
Infanterie-Regiment 49 (Stab, I.-III., Erg.)
Infanterie-Regiment 83 (Stab, I., III., Erg.)
Artillerie-Regiment 28 (Stab, I.-III.)
Artillerie-Regiment 64 (I., II.)
Beobachtungs-Abteilung 28
Panzerabwehr-Abteilung 28
Pionier-Bataillon 28
Infanterie-Divisions-Nachrichten-Abteilung 28
10 de novembro de 1938
Infanterie-Regiment 7 (Stab, I.-III., Erg.)
Infanterie-Regiment 49 (Stab, I.-III., Erg.)
Infanterie-Regiment 83 (Stab, I.-III., Erg.)
Maschinengewehr-Bataillon 15
Artillerie-Regiment 28 (Stab, I.-III.)
Artillerie-Regiment 64 (I., II.)
Beobachtungs-Abteilung 28
Panzerabwehr-Abteilung 28
Pionier-Bataillon 28
Infanterie-Divisions-Nachrichten-Abteilung 28
setembro de 1939
Infanterie-Regiment 7 (Stab, I.-III.)
Infanterie-Regiment 49 (Stab, I.-III.)
Infanterie-Regiment 83 (Stab, I.-III.)
Artillerie-Regiment 28 (Stab, I.-III.)
Artillerie-Regiment 64 (I.)
Beobachtungs-Abteilung 28
Feldersatz-Bataillon 28
Panzerabwehr-Abteilung 28
Pionier-Bataillon 28
Aufklärungs-Abteilung 28
Infanterie-Divisions-Nachrichten-Abteilung 28
Infanterie-Divisions-Nachschubführer 28
dezembro de 1941
Jäger-Regiment 49
Jäger-Regiment 83
Artillerie-Regiment 28
Feldersatz-Bataillon 28
Panzerabwehr-Abteilung 28
Aufklärungs-Abteilung 28
Pionier-Bataillon 28
Infanterie-Divisions-Nachschubführer 28
Infanterie-Divisions-Nachrichten-Abteilung 28
julho de 1942
Jäger-Regiment 49
Jäger-Regiment 83
Artillerie-Regiment 28
Feldersatz-Bataillon 28
Pionier-Bataillon 28
Panzerjäger-Abteilung 28
Aufklärungs-Abteilung 28
Divisions-Einheiten 28